# الإمارات العربية على الساحل الشرقي للخليج العربي

الإمارات العربية على الساحل الشرقي للخليج العربي، هي إمارات عربية كانت معقل حكم العرب في الساحل الشرقي للخليج العربي وما جاوره وهي تقع حاليًا في محافظات هرمزغان وبوشهر وخوزستان في إيران.
يعد الساحل الشرقي للخليج العربي موطنا للقبائل العربية والتي كان لها فيه وجود كبير ومؤن ومراكز للعلم والتجارة، وكان يحكمه حكام عرب، ولم يكن فيه أي وجود فارسي، وإن هذه القبائل العربية التي استوطنت هذه البقاع جاءت من الجزيرة العربية.
لقد عرف العرب الذين سكنوا وعاشوا في الساحل الشرقي للخليج العربي بعرب الهولة الذين يتكونون من قبائل عريقة تمتد على الجانب الشرقي الخليج منذ مئات السنين وحتى اليوم، رغم تصفية الحكم العربي في الساحل الشرقي بعد ظهور الدولة القاجارية التي عملت بالتواطؤ مع القوى الاستعمارية على طرد العرب من الجانب الشرقي من الخليج العربي، وتدمير مدنهم وموانئهم وتجهيرهم إلى دول الخليج العربي المختلفة، بحكم التناقض القومي بين العرب والفرس، وبحكم التناقض المذهبي، حيث العرب من السنة، والإيرانيون من الشيعة.
لقد خلف عرب الهولة بحكم دورهم، وعمق جذورهم وعلى امتداد الخليج العربي، تراثًا هائلًا في كل مناحي المعرفة والإدارة والقيادة، ويسجل لهم التاريخ أنهم كانوا في كل مواقفهم وتوجهاتهم في خدمة الإسلام والمسلمين.
لقد أطلق الرحالة الألماني كارستن نيبور الذي عاش ما بين 1733 - 1815 على هذه القبائل ومناطقهم: (إمارات عرب الهولة).
لقد سجل تاريخ الخليج الكثير من موجات الهجرة بين ساحلي الخليج العربي. ويمتد الساحل الشرقي مسافة تقرب من ثمانمائة كيلومتر من مدينة بوشهر إلى مدينة بندر عباس، ويفصل الساحل سلسلة جبال زاجرس العالية عن بقية أجزاء الهضبة الإيرانية الداخلية. وترتفع سلسلة جبال زاجرس عن سطح البحر في هذه المنطقة ما بين 1000 إلى 2500 مترًا. ولا يوجد في هذه الجبال إلا ثلاث ممرات فقط تصل الساحل بالهضبة الإيرانية الداخلية وهي:
- ممر من ميناء بوشهر إلى مدينة شيراز.
- ممر من مدينة بندر لنجة إلى مدينة لار.
- طريق من بندر عباس إلى مدينة كرمان.

تبعد مدينة لنجة عن مدينة لار 280 كيلومترًا، وعن مدينة بستك 170 كيلومترًا، وعن مدينة بندر عباس 192 كيلومترًا، وعن مدينة بوشهر 420 كيلومترًا، وتقع في محافظة هرمزگان في إقليم شيبكوه على الساحل.
ويضم الساحل كثيرًا من القرى والمدن الصغيرة التي تحيط بها أحواض النخيل. كما يضم عددًا من القرى المتوسطة ذات القلاع الحصينة. وتضم هذه المنطقة « سهل جفر مسلم » الواسع، وصحراء مهركان الملحية، وسهل لاوردين وادٍ داخلي تجود فيه الزراعة، ويقع بين هذه السلسلة من الجبال وكتلة نادردُون المرتفعة.
ويمتد ممر (ب) من مدينة بندر لنجة إلى مدينة لار مسافة 280 كيلومترًا، وتقع على طول هذا الممر عدد كبير من القرى الصغيرة والكبيرة هنا وهناك.
وسكان هذه المناطق من أصول عربية ويدينون بالإسلام وعلى مذهب المذهب الشافعي.
وقد عاشت القبائل العربية المهاجرة إلى الساحل الشرقي في عزلة عن بقية سكان إيران فوق الهضبة العالية، ولم يكن هذا لأسباب جغرافية فحسب، بل لأسباب دينية أيضًا إذ يعتنق الخليجيون من أهل الساحل الشرقي المذهب السني، بينما يعتنق سكان إيران بصفة عامة المذهب الشيعي الاثنى عشري.
وقد قدم نيبور (nibuhr) الرحالة الألماني الذي زار الخليج عام 1765 م وصفًا حيًا للمدن والقرى التي قطنتها القبائل العربية التي استقرت آنذاك على الساحل الشرقي، وكانت قبيلة القواسم تحكم مدينة بندر لنجة وما جاورها، وقبيلة قبيلة المرازيق تحكم منطقة مغوه وتوابعها.
وقد أطلق كارستن نيبور على قبائل الساحل الشرقي اسم الهولة. وقد أشار نيبور إلى أن العرب وأغلب الإيرانيين المستقرين على طول الساحل يدينون بالمذهب السني. وقد أكد ذلك المؤرخ (لوريمر). وقد كانت المفاهيم السياسية لدى العرب والإيرانيين في أواخر القرن التاسع عشر مفاهيم يغلب عليها الطابع الديني والولاء للمذهب أكثر مما هي ولاء قومي وعرقي.
لهذا توسعت علاقات العرب السنة على الساحل الشرقي مع جماعتهم الأصلية على الساحل العربي. كما كان عرب الساحل الشرقي يرتبطون اقتصاديًا واجتماعيًا بعائلاتهم وقبائلهم المقيمة بالجزيرة العربية. لهذا ازدهرت مدينة لنجة في اواسط القرن التاسع عشر كميناء رئيسي لسد حاجيات الإمارات المتصالحة. كما أصبحت سوقًا مزدهرة لتجارة اللؤلؤ.
وتوسعت الروابط الثقافية والدينية بين ساحلي الخليج وذلك على عدد من المعلمين والأساتذة الذين تلقوا دراستهم الدينية في مدارس بندر لنجة ودار العلم كوهيج وكجویه، التي يمولها التجار السنة الأثرياء، والذين قدموا إلى بعض إمارات الساحل المتصالح للتعليم فيها، وقد نبغ في هذه المدارس في لنجة أسماء لامعة من العلماء، ومن بينهم العلامة الشيخ ملا محمد علي الكوخردي، الذي درس في لنجة ثم التحق بجامعة الأزهر الشريف في مصر وتخرج منها، وهو أول كوخردى تخرج من جامعة الأزهر، ثم أنشأ مدرسة دينية في كوخرد وعلم الناس حتى وافته المنية في عام 1345 للهجرة.

## الإمارات العربية التي كانت تقع على الساحل الشرقي للخليج العربي على نحو التالي

### إمارة القواسم
- إمارة القواسم: (القاسمي): هم عرب انتقل فخذ من القواسم والذين ينتمون إلى قبيلة عبس ومقرهم جنوب العراق بسبب زحف المغول على العراق إلى منطقة عمان وبعدها استقروا في منطقة «رأس الخيمة» المعروفة آنذاك باسم «جلفار»، وفي عام 1169 هـ هاجر فخذ من القواسم برئاسة الشيخ صقر القاسمي إلى (بر فارس) وإتخذوا قرية بستانه مقرًا لهم، وبعد سنة تفرق القواسم إلى ثلاث مجموعات الأولى سكنت «كافرغان» والثاني في «مدينة لنجة» ويرأسها الشيخ صقر القاسمي، والثالثة استقرت في جزيرة «قشم» برئاسة الشيخ راشد القاسمي.

### إمارة المرازيق
- إمارة المرازيق: (المرزوقي): عرب من بادية الجزيرة العربية منطقة نجد، فرع من آل بوسليمان، ينتمون إلى قبيلة « العجمان» من سلالة: ( نشوان بن مرزوق بن علی بن هشام، بطن من یام )، يرجع نسبهم إلى  همدان ، وهم البدو والرحل المتنقلون وراء الماء والكلأ. فقد هجروا الجزيرة العربية عن طريق ساحل عمان واستقروا في « بر فارس ». ينتسب المرازيق إلى مطر بن راشد بن سليمان بن مساوي بن نشوان بن حدجه بن مرزوق بن علي«عجيم» بن هشام بن الغز بن مذكر«مذكو» بن يام ابن دافع بن مالك بن جشم بن حاشد بن جشم بن جنوان بن نوف بن همدان بن مالك بن زيد بن أوثلة بن ربيعة بن الخيار بن مالك بن زيد بن كهلان بن سبا بن يشجب بن يعرب بن قحطان.

### إمارة آل علي
- إمارة آل علي: وهم عرب من بطن قبيلة سبيع التي تسكن نجد وانتقلوا إلى بر فارس «شيبكوه» عن طريق القطيف وينتمي جزء منهم إلى عمرو بن سبيع. واتخذ آل علي مكانا يعرف الآن باسم «رأس بستانه» مقرا لهم بعد انتقالهم إلى (بر فارس) ومنه انتقلوا إلى قرية «دوان الشرقية» ومنها إلى قرية «بندر جارك» على ساحل البحر.

### إمارة آل نصوري
- امارة آل نصوري: وهم عرب من بطن (الجبور) وينتمون إلى قبيلة بني خالد، سكنوا الأحساء وكان يرأسهم عند هجرتهم إلى (بر فارس) الشيخ خالد بن مهنا الجبري واستقروا في قرية «لكلانده».

### إمارة آل حرم
- امارة آل حرم: (الحرمي): وهم يعودون إلى عشيرة (راضيه) في جزيرة العرب وسبب تسميتهم بآل الحرم ذلك لأنهم كانوا من سكان الحرم المكي وكانت هجرتهم إلى (بر فارس) بسبب خلاف وقع بينهم وبين قبيلة ثقيف، وإتخذوا قرية «حالة نابند» مقرًا لهم وكان برفقتهم في الهجرة بنو تميم وبنو مالك فاستقروا في قرية «جاه مبارك» واستقر بنو مالك في قرية «الجزة» وكانت هجرتهم عام 1061 الهجري.

### إمارة الحمادي
- امارة الحمادي: (بنو حماد): من القبائل العربية التي انتقلت إلى (بر فارس) " شيبكوه " وتعني (منحدر الجبل) وهو سهل ساحلي على امتداد شاطئ الخليج العربي، وكانوا يدعون سابقًا " آل حميدي " نسبة إلى كبيرهم حمد بن حميد وهم بطن من الحميديين بالجزيرة العربية ينتمون إلى " جذام " انتقلوا إلى خور العديد جنوب قطر في عام 1543 وسكن قسم منهم " العديد" إلى جوار " العبادلة " الذين سكنوا المنطقة عام 1524 م وعن طريق " رأس أبو عبود " انتقلوا إلى بر فارس على إثر خلاف مع العبادل وسكنوا في بر فارس في " الأبديات " وكان يرافقهم جمع كبير من أشتات القبائل برئاسة حاتم بن حمود وسمي هذا الجمع بالبدو ثم انتقلوا إلى قرية " الجزة " و" المجاحيل وسكن البدو قرية "نخيلوه".

### إمارة بني بشر
- امارة بني بشر: وهم ينتمون إلى قبيلة (آل مره) وقد انتقلوا من جزيرة العرب بصحبة آل علي، إلى بر فارس وكان نزولهم في مكان يدعى «رأس بستانه» ومنها انتقوا إلى قرية طاحونه (تاونه).

### إمارة الدواسر
- امارة الدواسر: انتقل من الجزيرة العربية إلى بر فارس فخذ من أفخاذ الدواسر وكانوا برئاسة مبارك بن محمد الدوسري من وادي الدواسر واستقروا في قرية نخيلوه، وقد إنظموا إلي قبيلة بني حماد أيام حكم الشيخ علاق الحمادي.

### إمارة آل كندة
- امارة آل كنده: (آلكندي): وكنده هي قبيلة عربية كبيرة هاجرت من جزيرة العرب إلى (بر فارس)، واسم كنده هو ثور بن عفير بن عدي بن الحارث بن يشجب ابن يعرب بن قحطان، وسمي بكنده لأنه كند أباه أي كفر بنعمته، وكنده هذا ابن أخ جذام ولخم وبلاده بااليمن وكان لهم ملك بالحجاز واليمن ومنهم الصحابي الجليل «امرؤ القيس بن عباس الكندي».

### إمارة العباسيين
- إمارة بستك العباسية، هذه الامارة تقع إلى الداخل وبعيدًا عن البحر، وليست من موضوع الإمارات الساحل، ولكن يحسن أن نتكلم عنها بايجاز. وكانت تحكم في السابق من قبل عوائل عباسية شريفة من ذرية الخلفاء العباسيين، وكانوا قد وفدوا من بغداد إلى هذه المنطقة بعد النكبة التي أحدثها هولاكو، ويسمى كبيرهم الذي يحكم:(الخان) ويجمعها الناس فيقولون:(الخوانين). وقد اخرجت هذه الامارة رجالًا من الأفذاذ لهم الاسم الحسن والذكر الجميل، ومن اشهرهم الشيخ مصطفى بن عبد اللطيف العباسي القرشي وكانت له تجارة واسعة في مومباي بالهند، وباكستان، والبحرين، ودبي.

### جغرافيا منطقة الساحل الشرقي للخليج العربي
- تقع منطقة الساحل الشرقي للخليج العربي بين دائرتي عرض 26 جنوبًا، و 28 شمالًا، وبين خطي طول 53 غربًا، و 56 شرقًا. تبلغ مسافة منطقة الساحل الشرقي للخليج العربي من الغرب إلى الشرق 426 كيلومترًا، وتتراوح المسافة من الشمال إلى الجنوب ما بين 40 إلى 50 كيلوماترًا من وسط المنطقة، و 2 كيلومترًا في شرقها، و 5 كيلومترات في غربها، أما المساحة الاجمالية لمنطقة الساحل الشرقي للخليج العربي فتبلغ 6414 كيلومترًا مربعًا تقريبًا.